# Anton Šťastný
Pour les articles homonymes, voir Šťastný.
Anton Šťastný (né le 5 août 1959 à Bratislava en Tchécoslovaquie aujourd'hui ville de Slovaquie) est un joueur professionnel slovaque de hockey sur glace. Il évoluait en tant qu'ailier gauche.
Il est membre d'une grande famille de joueurs de hockey :
- ses deux frères ont joué professionnellement Peter et Marián;
- ses neveux Yan et Paul, les fils de Peter, sont tous les deux impliqués dans le hockey sur glace à un niveau professionnel.

## Carrière en tant que joueur
Il a été choisi au cours du repêchage amateur de la Ligue nationale de hockey en juin 1978 par les Flyers de Philadelphie (198e choix) mais n'ayant pas atteint l'âge minimal (19 ans à l'époque), il sera finalement choisi l'année d'après par les Nordiques de Québec (83e choix). Anton a été le premier joueur slovaque à être sélectionné par une équipe de la LNH.
Il aura joué 650 matchs dans la LNH, tous au sein des Nordiques avant de retourner jouer en Europe dans le championnat de Suisse en 1989. Il jouera avec ses frères pendant quatre saisons.
Il aura également joué quelques matchs de la saison 1988-1989 dans la Ligue américaine de hockey pour les Citadels d'Halifax, équipe affiliée à la franchise des Nordiques.
De 1980 à 1988, il inscrit au moins 25 buts à chacune de ses 8 saisons. Il terminera sa carrière dans la LNH avec 252 buts, 384 assistances pour un total de 636 points.

## Statistiques de carrière
| Saison                 | Équipe                 | Ligue                  |     | Saison régulière | Saison régulière | Saison régulière | Saison régulière | Saison régulière |    | Séries éliminatoires | Séries éliminatoires | Séries éliminatoires | Séries éliminatoires | Séries éliminatoires |
| Saison                 | Équipe                 | Ligue                  | PJ  | B                | A                | Pts              | Pun              | PJ               | B  | A                    | Pts                  | Pun                  |                      |                      |
| 1977-1978              | HC Slovan Bratislava   | Tchécoslovaquie        | 44  | 19               | 17               | 36               | 22               | -                | -  | -                    | -                    | -                    |                      |                      |
| 1978-1979              | HC Slovan Bratislava   | Tchécoslovaquie        | 44  | 32               | 19               | 51               | 38               | -                | -  | -                    | -                    | -                    |                      |                      |
| 1979-1980              | HC Slovan Bratislava   | Tchécoslovaquie        | 40  | 30               | 30               | 60               | 33               | -                | -  | -                    | -                    | -                    |                      |                      |
| 1980-1981              | Nordiques de Québec    | LNH                    | 80  | 39               | 46               | 85               | 12               | 5                | 4  | 3                    | 7                    | 2                    |                      |                      |
| 1981-1982              | Nordiques de Québec    | LNH                    | 68  | 26               | 46               | 72               | 16               | 16               | 5  | 10                   | 15                   | 10                   |                      |                      |
| 1982-1983              | Nordiques de Québec    | LNH                    | 79  | 32               | 60               | 92               | 25               | 4                | 2  | 2                    | 4                    | 0                    |                      |                      |
| 1983-1984              | Nordiques de Québec    | LNH                    | 69  | 25               | 37               | 62               | 14               | 9                | 2  | 5                    | 7                    | 7                    |                      |                      |
| 1984-1985              | Nordiques de Québec    | LNH                    | 79  | 38               | 42               | 80               | 30               | 16               | 3  | 3                    | 6                    | 6                    |                      |                      |
| 1985-1986              | Nordiques de Québec    | LNH                    | 74  | 31               | 43               | 74               | 19               | 3                | 1  | 1                    | 2                    | 0                    |                      |                      |
| 1986-1987              | Nordiques de Québec    | LNH                    | 77  | 27               | 35               | 62               | 8                | 13               | 3  | 8                    | 11                   | 6                    |                      |                      |
| 1987-1988              | Nordiques de Québec    | LNH                    | 69  | 27               | 45               | 72               | 14               | -                | -  | -                    | -                    | -                    |                      |                      |
| 1988-1989              | Citadels d'Halifax     | LAH                    | 16  | 9                | 5                | 14               | 4                | -                | -  | -                    | -                    | -                    |                      |                      |
| 1988-1989              | Nordiques de Québec    | LNH                    | 55  | 7                | 30               | 37               | 12               | -                | -  | -                    | -                    | -                    |                      |                      |
| 1989-1990              | HC Fribourg-Gottéron   | LNA                    | 36  | 25               | 23               | 48               | 41               | 3                | 3  | 4                    | 7                    | 12                   |                      |                      |
| 1990-1991              | HC Olten               | LNA                    | 27  | 26               | 14               | 40               | 88               | 10               | 9  | 17                   | 26                   | 11                   |                      |                      |
| 1991-1992              | HC Olten               | LNA                    | 33  | 20               | 18               | 38               | 63               | 8                | 10 | 6                    | 16                   | 22                   |                      |                      |
|                        |                        |                        |     |                  |                  |                  |                  |                  |    |                      |                      |                      |                      |                      |
| 1993-1994              | HC Slovan Bratislava   | Extraliga              | 11  | 6                | 8                | 14               |                  | -                | -  | -                    | -                    | -                    |                      |                      |
| Totaux LNH             | Totaux LNH             | Totaux LNH             | 650 | 252              | 384              | 636              | 150              | 66               | 20 | 32                   | 52                   | 31                   |                      |                      |
| Totaux Tchécoslovaquie | Totaux Tchécoslovaquie | Totaux Tchécoslovaquie | 128 | 81               | 66               | 147              | 93               | -                | -  | -                    | -                    | -                    |                      |                      |
| Totaux LNA             | Totaux LNA             | Totaux LNA             | 96  | 71               | 55               | 126              | 192              | 21               | 22 | 27                   | 49                   | 45                   |                      |                      |

## Carrière internationale
Il représente l'équipe de Tchécoslovaquie au cours des Jeux olympiques d'hiver de Lake Placid (États-Unis) en 1980. L'équipe finit 5e du tournoi.

## Honneurs

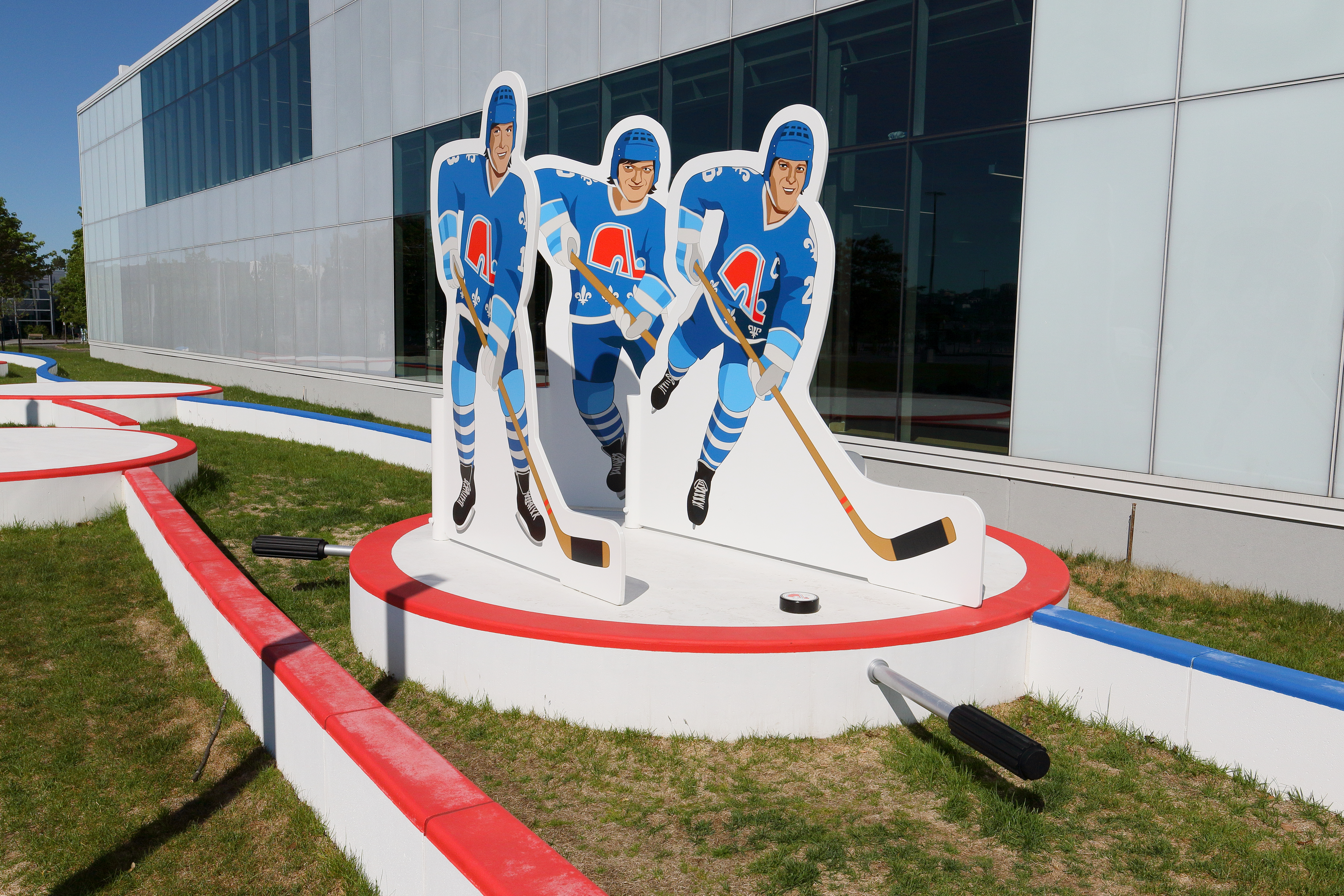
Toucher la cible : oeuvre en hommages au frères Stastny à Québec.

Toucher la cible, œuvre de Pierre Brassard et Marie-Pier Lebeau Lavoie (2019) : on y retrouve les frères hockeyeurs slovaques Peter, Marian et Anton Šťastný dans un format géant de jeu de hockey sur table. Cette oeuvre est présente à la Place Jean-Béliveau à Québec.